# Tüdőscsigák

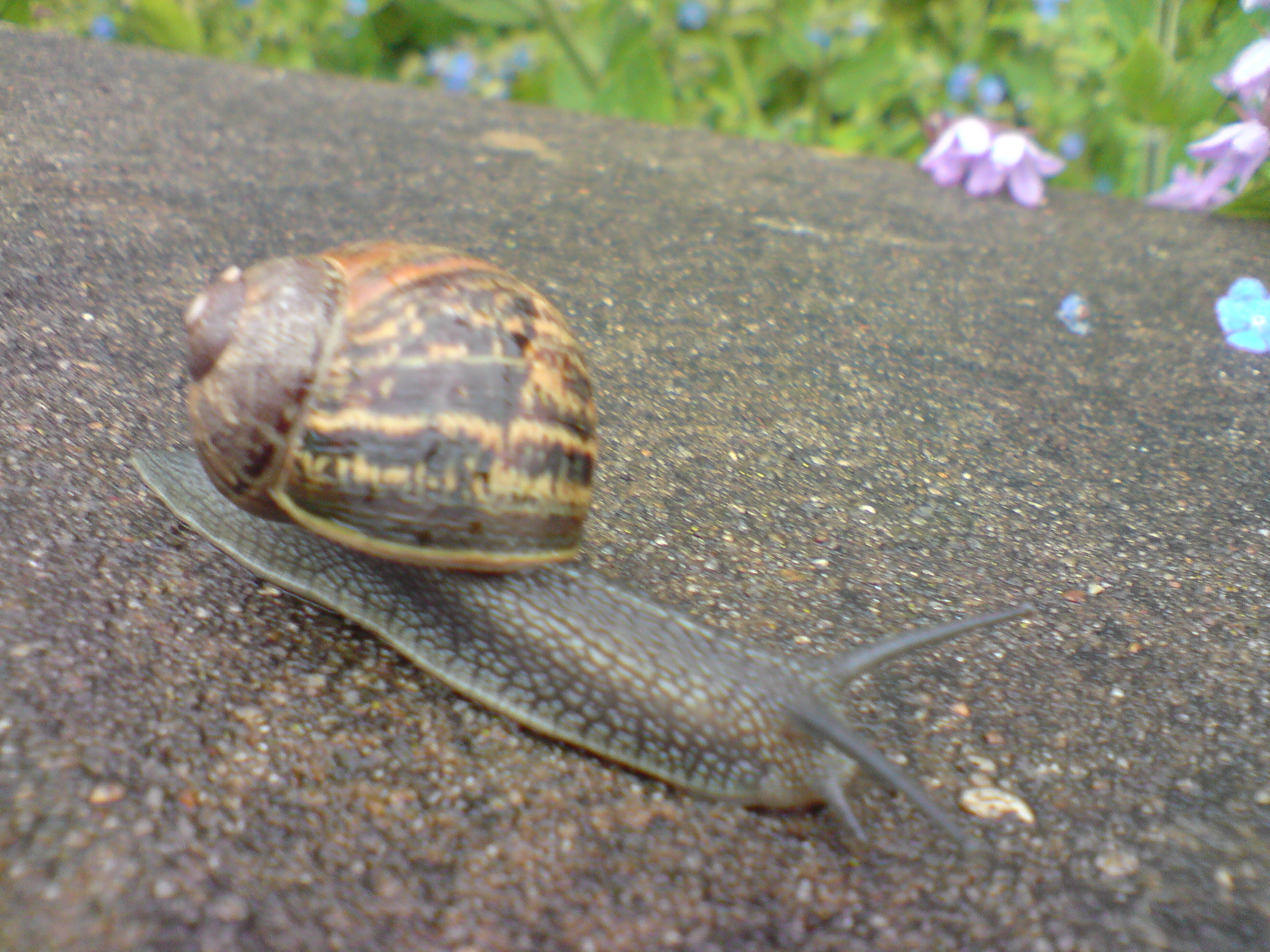
Pettyes éticsiga (Helix aspersa)

A tüdőscsigák (Pulmonata) a puhatestűek törzsének, héjasok altörzsének, a csigák osztályának legfejlettebb rendje (néha alosztálya). Nevüket arról kapták, hogy nem kopoltyúval, hanem tüdővel lélegeznek, ám ez a tüdő nem hasonlít sem a gerincesek léghólyagos zsáktüdejére, sem a pókok lemezes tracheatüdejére. A csigák tüdeje a köpeny által határolt üreg és annak dús érhálózata. A tüdő belső felét vékony laphám borítja, mely kapcsolatot teremt a hemocianinos vér és a környezet oxigéntartalma között. A tüdőnek izomzata is van, ami a folyamatos gázmozgást biztosítja. A tüdőnyílás elöl található, ezen keresztül távozik a salakanyag és az ivartermék is, ugyanis mind a végbélnyílás, mind az ivarvezeték-nyílás a köpenyüregbe torkollik. A tüdőscsigák tekinthetők a legfejlettebb csigáknak, jelentős mészvázat fejlesztenek, a tipikus csigaházat. Fajaik lehetnek szárazföldiek és édesvíziek is. Két rendjük a nyelesszemű és ülőszemű tüdőscsigák. Előbbibe tartozik a Helix pomatia (éticsiga), a legfontosabb csigafaj Magyarországon.

## Rendszerezésük
A rendbe az alábbi alrendek tartoznak:
- Systellommatophora
- ülőszemű tüdőscsigák (Basommatophora)
- szárazföldi csupaszcsigák (Eupulmonata)